# Мерриам, Джон Кэмпбелл
Джон Кэмпбелл Мерриам (англ. John Campbell Merriam; 20 октября 1869 — 30 октября 1945) — американский палеонтолог. Первый исследователь ископаемых позвоночных животных на западном побережье США. Известен таксономическими исследованиями фоссилий позвоночных, найденных в битумах Ла-Брея (Калифорния).

## Биография
Д. К. Мерриам родился в семье почтмейстера и владельца универсального магазина в Хопкинтоне, штат Айова. В юности увлекался коллекционированием палеозойских беспозвоночных. Степень бакалавра получил в родном городе, в колледже Ленокс. Дальнейшее обучение геологии и ботанике Мерриам проходил в Калифорнийском университете под руководством Джозефа Ле Конте. После этого он продолжил учёбу в Мюнхене, у знаменитого палеонтолога Карла Циттеля.
В 1894 году он возвращается в Калифорнийский университет, где преподаёт и ведёт исследования в области палеонтологии позвоночных и беспозвоночных животных. В 1900 году лекции Мерриама вдохновили Энни Александер, которая профинансировала и сама приняла участие в его экспедиции 1901 года на озеро Ископаемое в Орегоне. Александер также спонсировала его последующие экспедиции к горе Шаста в 1902 и 1903 годах, а также знаменитую экспедицию 1905 года на Западный Гумбольдтов хребет в штат Невада. Во время этой экспедиции Мерриамом были обнаружены остатки 25 особей ихтиозавров, многие из которых считаются наиболее сохранными из когда-либо найденных.
В 1912 году он был назначен заведующим отдела палеонтологии в Университете Калифорнии и в том же году он начал свои знаменитые исследования позвоночных животных в битумных отложениях Ла-Брея. Он и его ученики идентифицировали многих позвоночных, найденных на этом местонахождении, в том числе смилодонов (Smilodon).
В 1918 году Мерриам становится соучредителем Лиги спасения секвой, которая предприняла значительные усилия в 1922 году после его поездки в округ Гумбольдт с целью предотвратить рубки в старовозрастных секвойевых лесах вблизи Сан-Франциско.
В 1920 году Мерриам был назначен деканом факультета, но оставил этот пост в том же самом году, чтобы возглавить Институт Карнеги в Вашингтоне. Его уход из Калифорнийского университета привёл к слиянию отделений палеонтологии и геологии, что так рассердило Энни Александер, что она основала (в 1921 году) и впоследствии содержала Музей палеонтологии при Калифорнийском университете.
Как президент Института Карнеги Джон Мерриам был обременён многими административными обязанностями, что привело к сокращению его исследовательской деятельности. На посту президента он внёс большой вклад в развитие образовательных программ Службы национальных парков, а также в сохранение секвойи. Мерриам был одним из основателей Общества Гальтона и осторожным сторонником евгеники.
После ухода в отставку в 1938 году интересы Мерриама обратились к изучению места науки среди человеческих ценностей. Он изложил свою философию науки в книгах «The Living Past» and «The Garment of God».